# Maardu
Maardu (alemany: Maart ) és una ciutat i un municipi del comtat de Harju, Estònia. Forma part de l'àrea metropolitana de Tallinn, situada a uns 15 km a l'est de la capital. La població ocupa una superfície de 22,76 km 2 i té una població de 16.170 habitants (a l'1 de gener de 2021).
El port de Muuga, el port de càrrega més gran d'Estònia, es troba en part a Maardu.
Segons el cens del 2000, la població era de 16.738 habitants. Un 61,7% eren russos, un 19,9% estonians, un 6,6% ucraïnesos, un 5,7% bielorussos i un 1,5% tàrtars. La proporció d'estonians era una de les més baixes (si no la més baixa) de l'Estònia central i occidental.
Fora de la ciutat (al poble de Maardu), al sud de la carretera de Narva es troba la casa pairal de Maardu, una de les cases senyorials barroques més antigues conservades a Estònia. Té els seus orígens l'any 1389, però l'edifici actual data de la dècada de 1660 amb afegits fets al segle XIX. El propietari de la casa pairal Herman Jensen Bohn el 1739 va finançar la impressió de la primera bíblia impresa en estonià.

## Barris de Maardu
Maardu es pot dividir en sis parts:
- Kallavere (el centre de la ciutat on es troben la majoria de les institucions públiques)
- Port de Muuga
- Muuga aedlinn (antiga ciutat jardí, ara un suburbi residencial lleuger més connectat amb Tallinn que amb Kallavere)
- Kärmu (zona industrial)
- Kroodi (zona industrial)
- Llac Maardu

## Demografia
| 31 desembre 2011 | 1r gener 2014 | 1r gener 2015 | 1r gener 2016 | 1r gener 2017 | 1r gener 2018 | 1r gener 2019 | 1r gener 2020 | 1r gener 2021 | 1r gener 2023 | 1r gener 2024 |
| 17.524           | 17.315        | 17.141        | 15.128        | 15.077        | 15.189        | 15.332        | 15.445        | 15.284        | 16.750        | 17.017        |

| Etnia      | Cens soviètic (1959) | Cens soviètic (1959) | Cens soviètic (1970) | Cens soviètic (1970) | Cens soviètic (1979) | Cens soviètic (1979) | Cens soviètic (1989) | Cens soviètic (1989) | Cens Estònia 2000 | Cens Estònia 2000 | Cens Estonià 2011 | Cens Estonià 2011 | Cens Estonià 2021 | Cens Estonià 2021 |
| Etnia      | quantitat            | %                    | quantitat            | %                    | quantitat            | %                    | quantitat            | %                    | quantitat         | %                 | quantitat         | %                 | quantitat         | %                 |
| ---------- | -------------------- | -------------------- | -------------------- | -------------------- | -------------------- | -------------------- | -------------------- | -------------------- | ----------------- | ----------------- | ----------------- | ----------------- | ----------------- | ----------------- |
| Estonians  | 1475                 | 34,9                 | 2110                 | 30,7                 | 2167                 | 21,7                 | 2479                 | 15,4                 | 3331              | 19,9              | 4347              | 24,8              | 3746              | 23,2              |
| Russos     | -                    | -                    | 3254                 | 47,3                 | 5656                 | 56,7                 | 10024                | 62,4                 | 10331             | 61,7              | 10845             | 61,9              | 10037             | 62,1              |
| Ucraïnesos | -                    | -                    | 298                  | 4,33                 | 584                  | 5,86                 | 1269                 | 7,91                 | 1101              | 6,58              | 861               | 4,91              | 957               | 5,92              |
| Belarussos | -                    | -                    | 763                  | 11,1                 | 942                  | 9,45                 | 1281                 | 7,98                 | 949               | 5,67              | 660               | 3,77              | 536               | 3,31              |
| Finesos    | -                    | -                    | 144                  | 2,09                 | 139                  | 1,39                 | 133                  | 0,83                 | 144               | 0,86              | 88                | 0,50              | 62                | 0,38              |
| Jueus      | -                    | -                    | 19                   | 0,28                 | 28                   | 0,28                 | 24                   | 0,15                 | 19                | 0,11              | 20                | 0,11              | 13                | 0,08              |
| Letons     | -                    | -                    | 19                   | 0,28                 | 27                   | 0,27                 | 37                   | 0,23                 | 36                | 0,22              | 34                | 0,19              | 42                | 0,26              |
| Alemanys   | -                    | -                    | -                    | -                    | 27                   | 0,27                 | 42                   | 0,26                 | 31                | 0,19              | 27                | 0,15              | 25                | 0,15              |
| Tàtars     | -                    | -                    | -                    | -                    | 169                  | 1,70                 | 267                  | 1,66                 | 245               | 1,46              | 168               | 0,96              | 156               | 0,96              |
| Polonesos  | -                    | -                    | -                    | -                    | 73                   | 0,73                 | 86                   | 0,54                 | 93                | 0,56              | 86                | 0,49              | 85                | 0,53              |
| Lituans    | -                    | -                    | 24                   | 0,35                 | 36                   | 0,36                 | 51                   | 0,32                 | 79                | 0,47              | 82                | 0,47              | 78                | 0,48              |
| desconegut | 0                    | 0,00                 | 0                    | 0,00                 | 0                    | 0,00                 | 0                    | 0,00                 | 93                | 0,56              | 14                | 0,08              | 80                | 0,49              |
| other      | 2748                 | 65,1                 | 246                  | 3,58                 | 122                  | 1,22                 | 359                  | 2,24                 | 286               | 1,71              | 292               | 1,67              | 353               | 2,18              |
| Total      | 4223                 | 100                  | 6877                 | 100                  | 9970                 | 100                  | 16052                | 100                  | 16738             | 100               | 17524             | 100               | 16170             | 100               |

Religió a  Maardu (2021) 

## Galeria

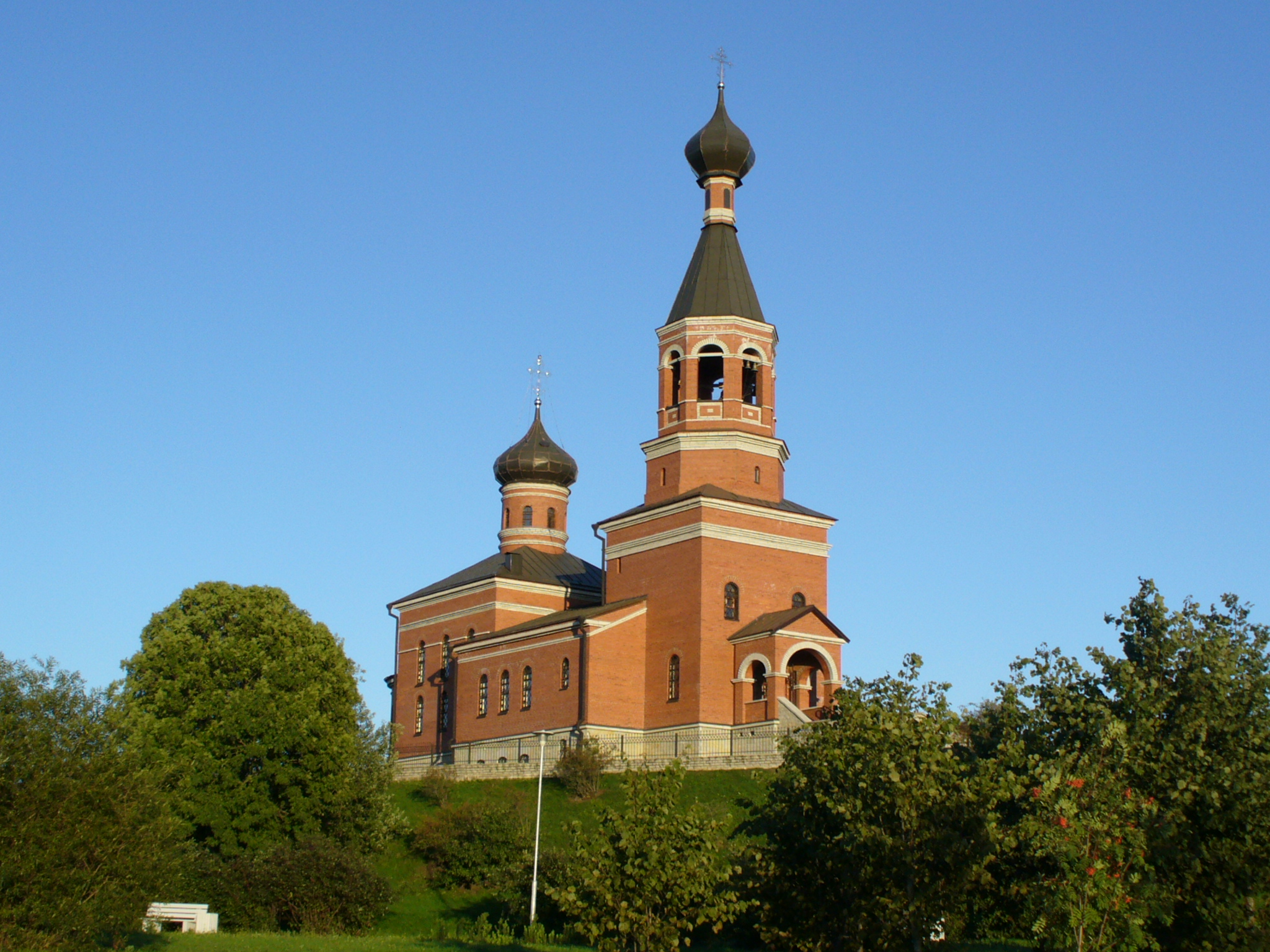
Església Arcàngel Miquel de Maardu
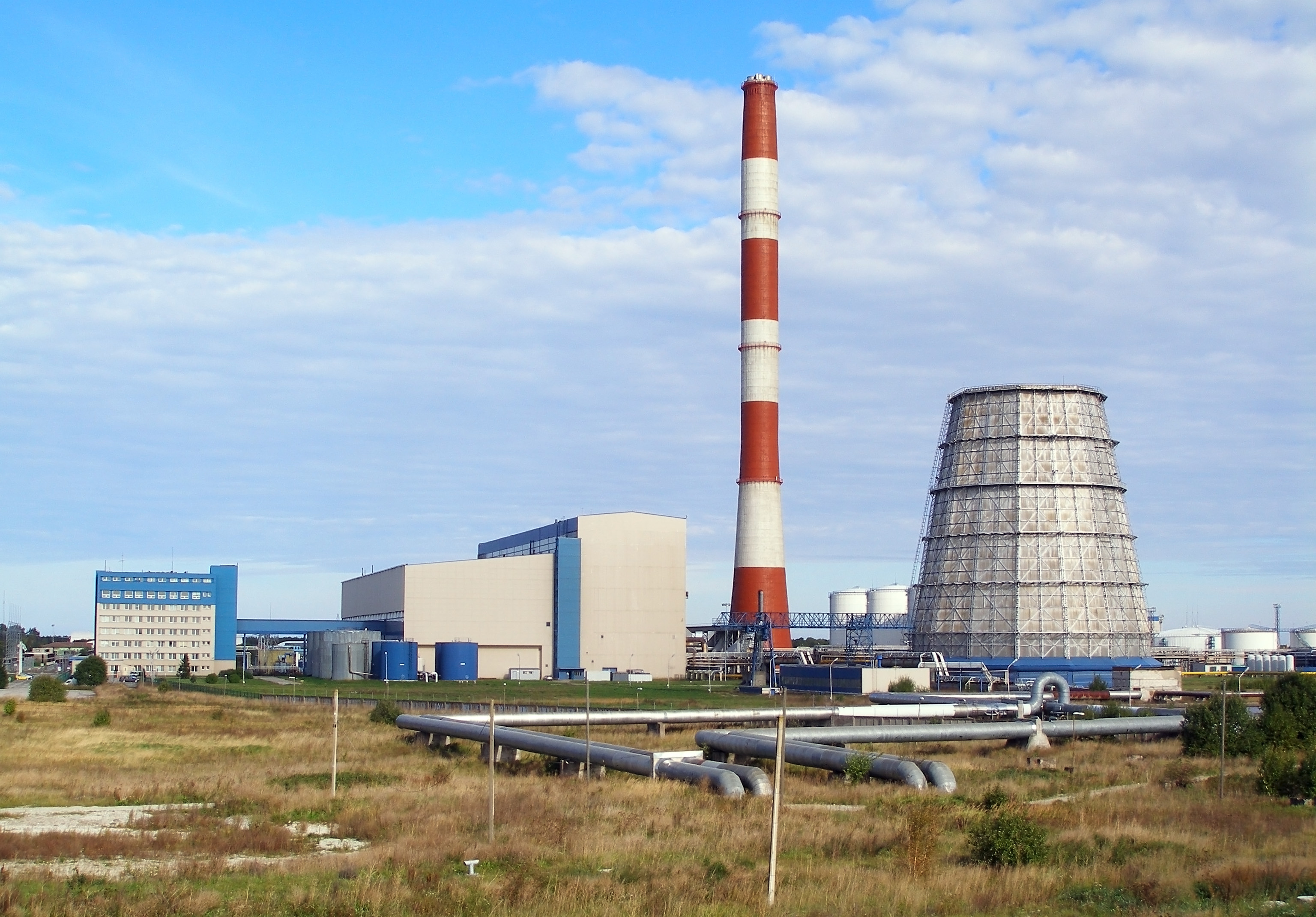
Central tèrmica d'Iru
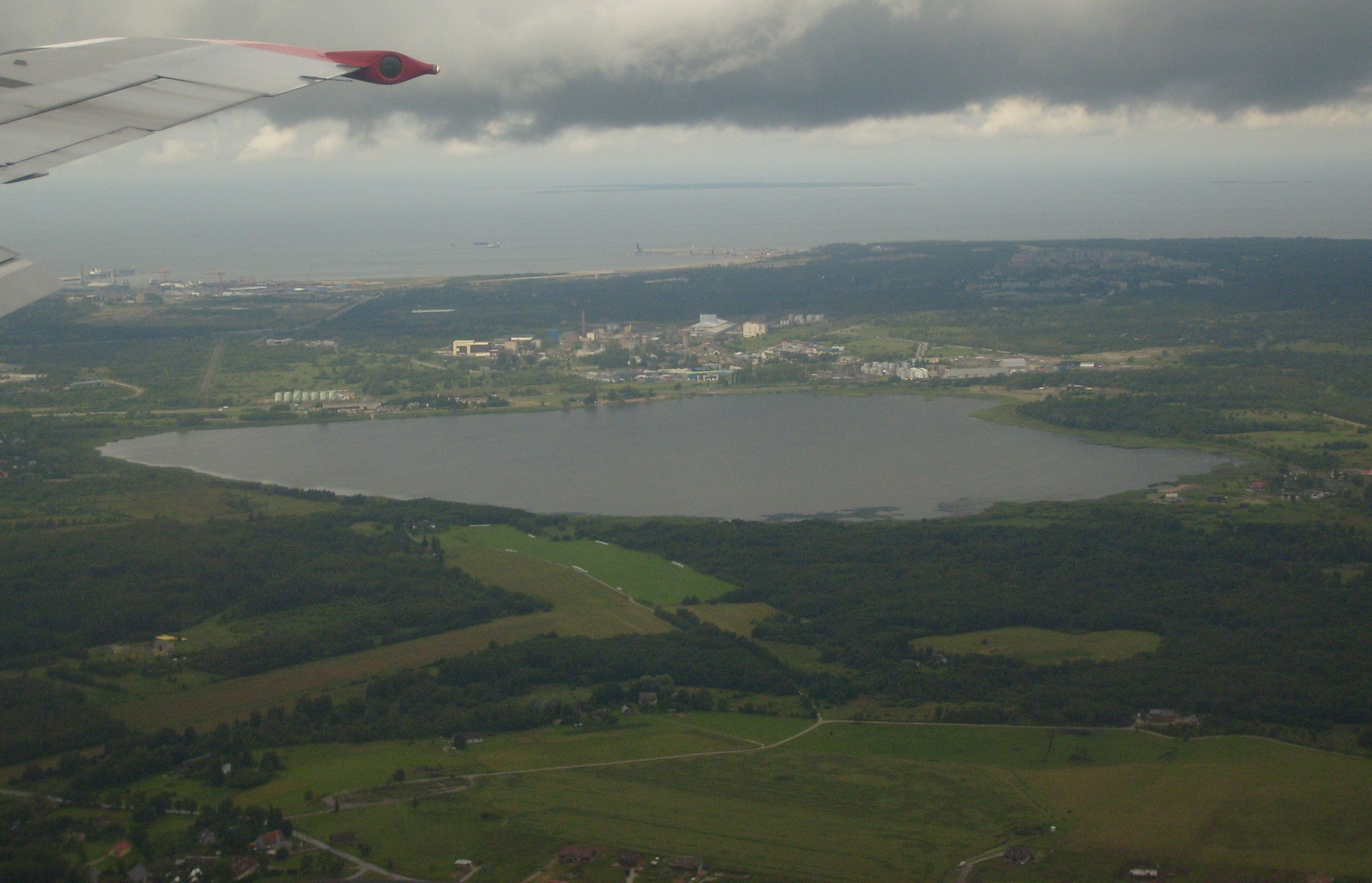
Llac Maardu
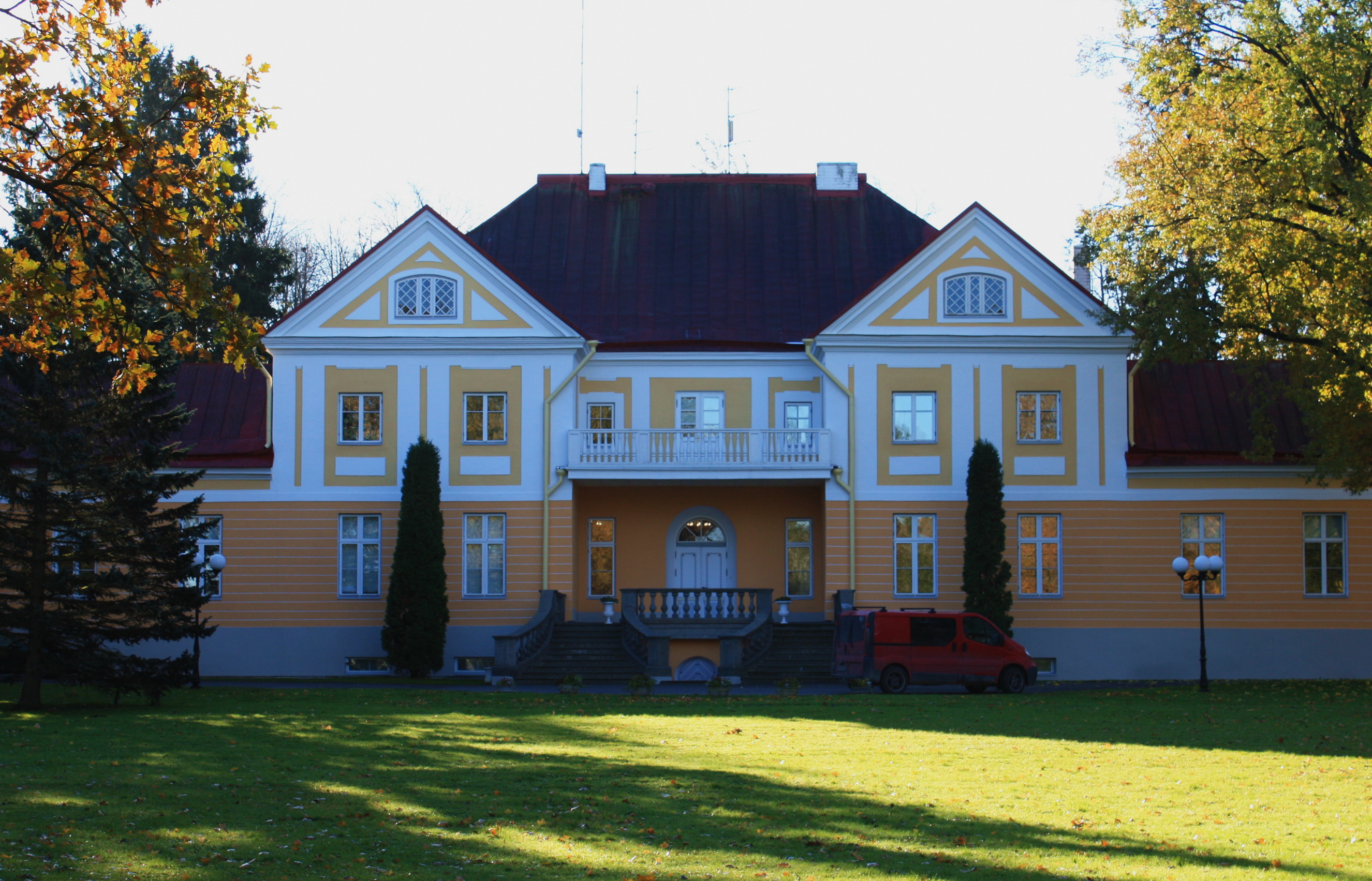
casa pairal de Maardu
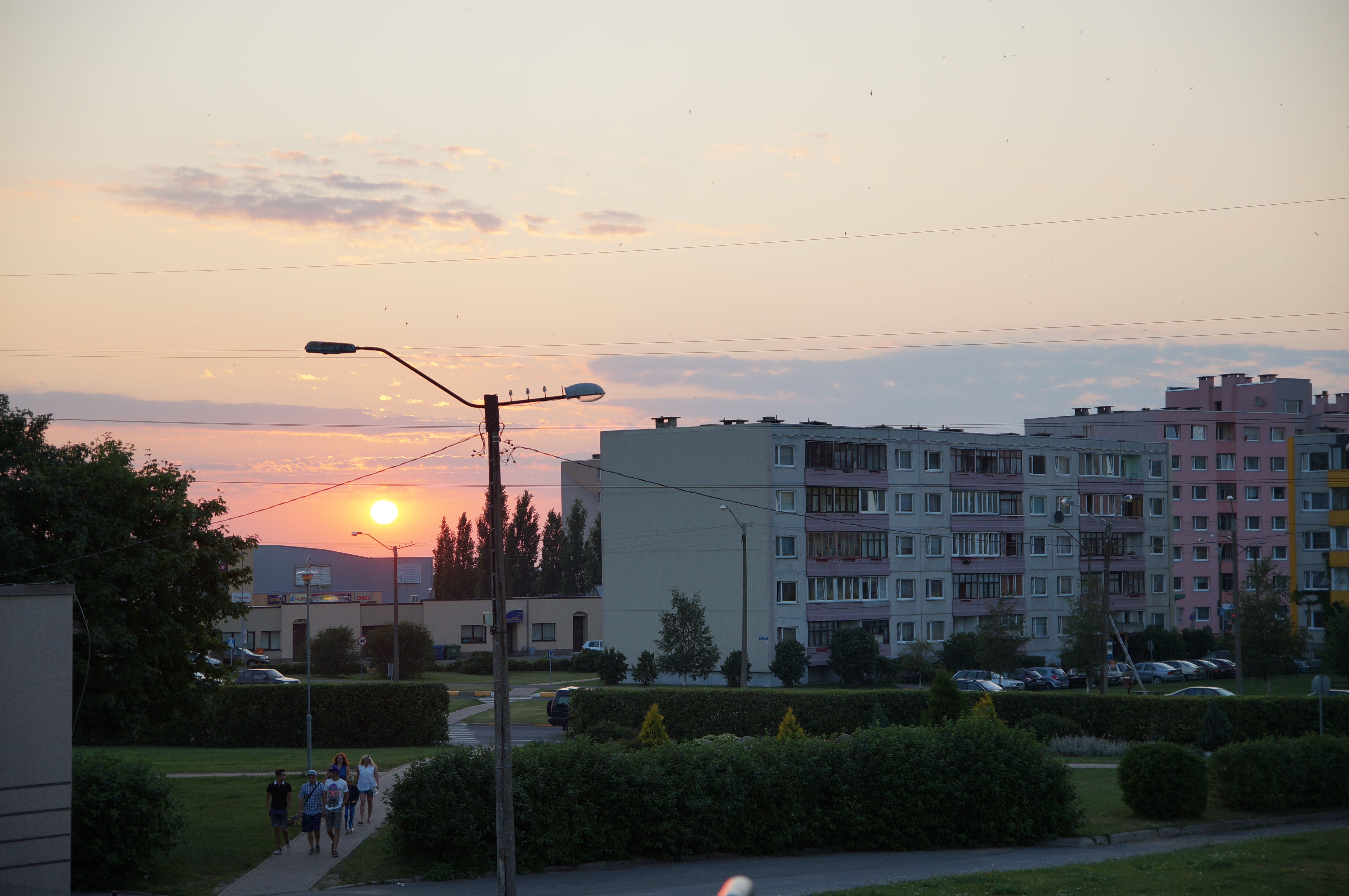
Edificis d'apartaments al capvespre
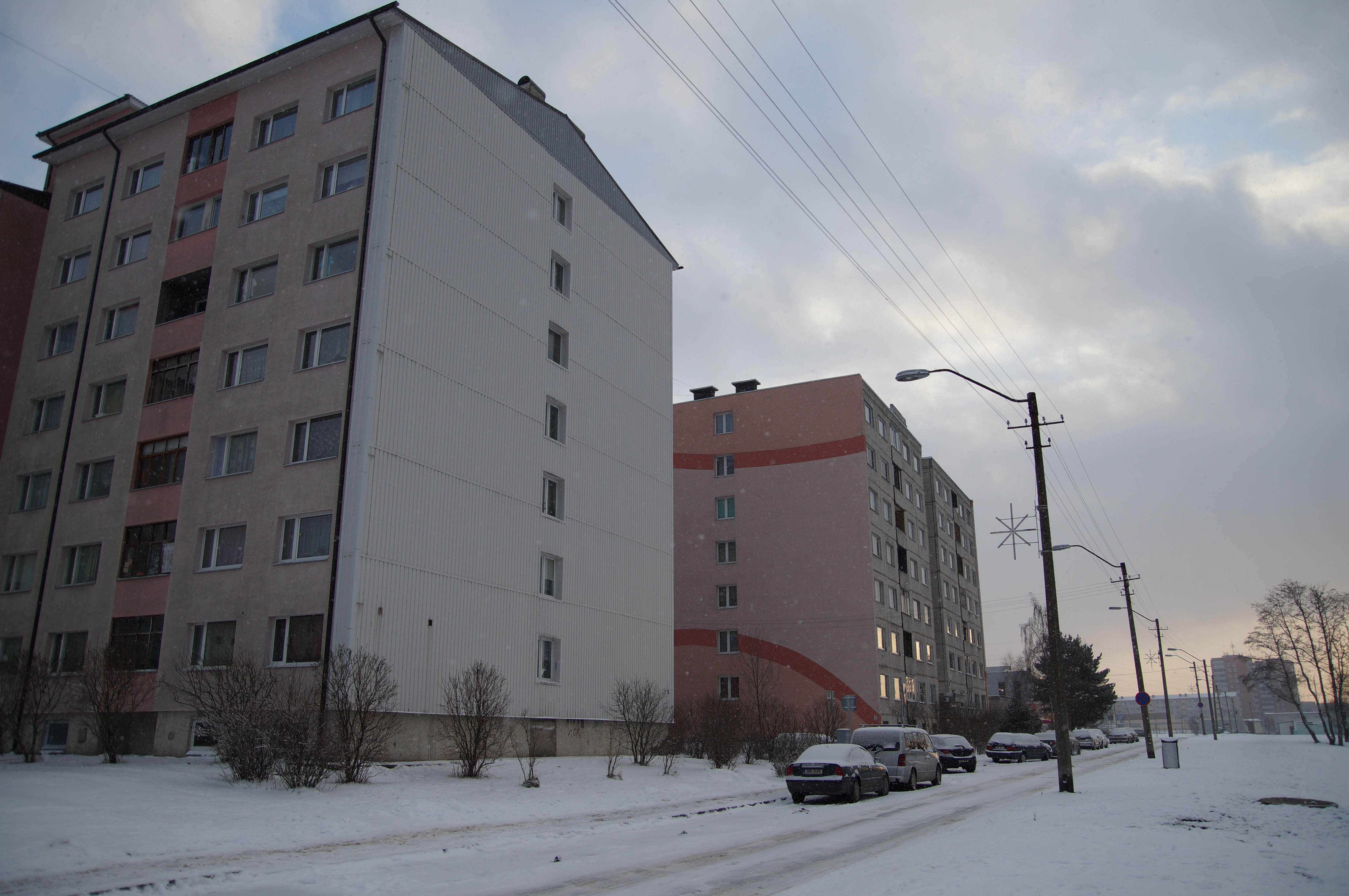
Edificis d'apartaments de l'època soviètica
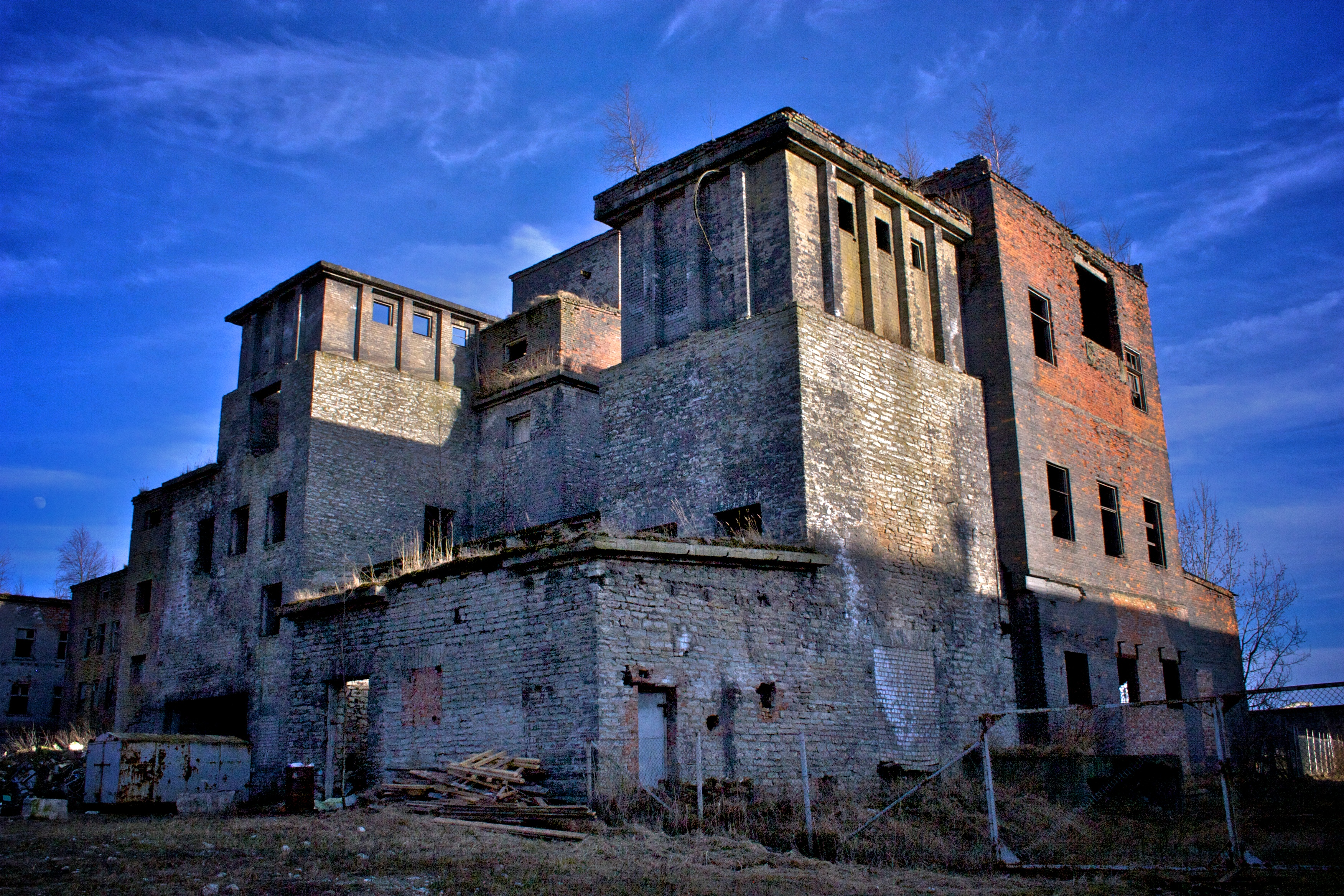
Edifici de fàbrica abandonada a Maardu
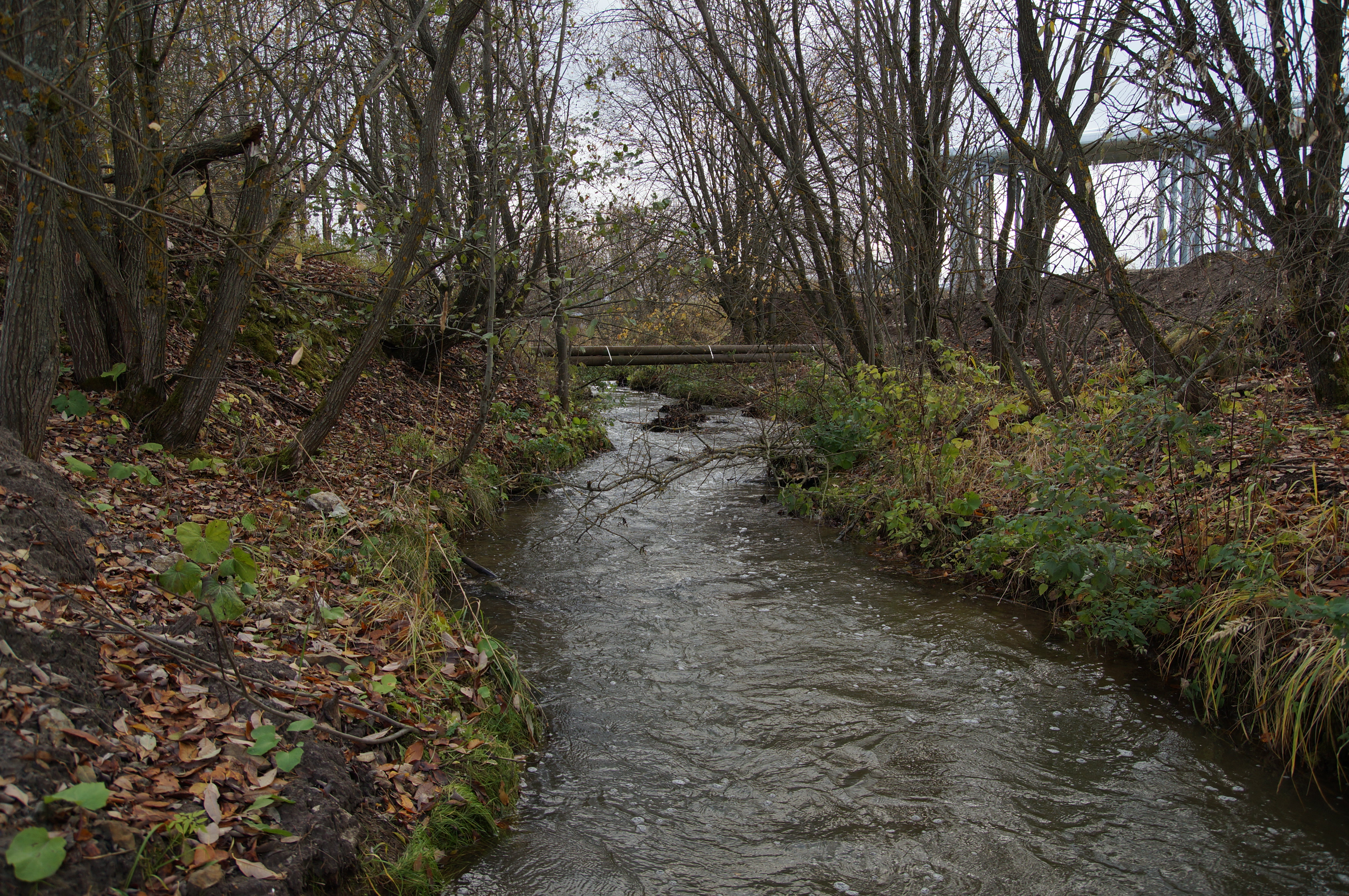
Riera Kroodi